# Manuel Piñero (Fußballspieler)
Manuel Alberto Piñero González (* 20. August 1920; † 9. Februar 1969) war ein chilenischer Fußballspieler. Der Stürmer lief in sechs Länderspielen für die chilenische Nationalmannschaft auf und wurde auf Vereinsebene mit Audax Italiano ein Mal nationaler Meister.

## Karriere

### Verein
Manuel Piñero spielte mindestens von 1944 bis 1947 für Audax Italiano, mit dem der Stürmer die Meisterschaft 1946 gewinnen konnte. Mehr ist über die Vereinskarriere von Piñero nicht bekannt.

### Nationalmannschaft
Manuel Piñero debütierte für Chile beim Campeonato Sudamericano 1945 im eigenen Land unter Trainer Ferenc Plattkó beim 6:3-Erfolg über Ecuador. Der Offensivspieler stand in allen sechs Turnierspielen für La Roja in der Startelf und erzielte beim 2:0-Sieg gegen Kolumbien den Treffer zum Endstand. Chile wurde nach vier Siegen, einem Unentschieden und einer Niederlage Turnierdritter. Die 0:1-Niederlage im letzten Spiel des Turniers gegen Brasilien war zugleich das letzte Länderspiel für Piñero.

## Erfolge
Audax Italiano
- Chilenischer Meister: 1946